# Rites des Zhou
Les rites des Zhou (en chinois : 周禮, en pinyin : Zhōu lǐ), nommés à l'origine "Administration des Zhou" (周官; Zhouguan) sont un ouvrage qui porte sur la bureaucratie et son organisation. L'érudit Liu Xin le renomme pour le différencier d'un chapitre du livre d'histoire du même nom. Afin de remplacer une œuvre perdue, il est inclus, avec le Liji et le Yili  dans les «trois rites», répertoriés parmi les classiques du confucianisme .
Contrairement à d'autres œuvres de ce type, le dirigeant décrit par les Rites des Zhou, bien que sage, ne crée pas d’État, mais organise une bureaucratie. Il ne peut pas être composé pendant les Zhou de l'Ouest, et s'inspire peut-être des sociétés de la période des Royaumes combattants. Michael Puett et le sinologue Mark Edwar Lewis comparent son système de devoirs et de rangs au «légisme» de Shang Yang .
Malgré le titre des "Rites des Zhou", il s'agit d'un ouvrage sur l'organisation de l’État féodal, et sur son protocole, et non d'un traité sur les rites. 

## Paternité

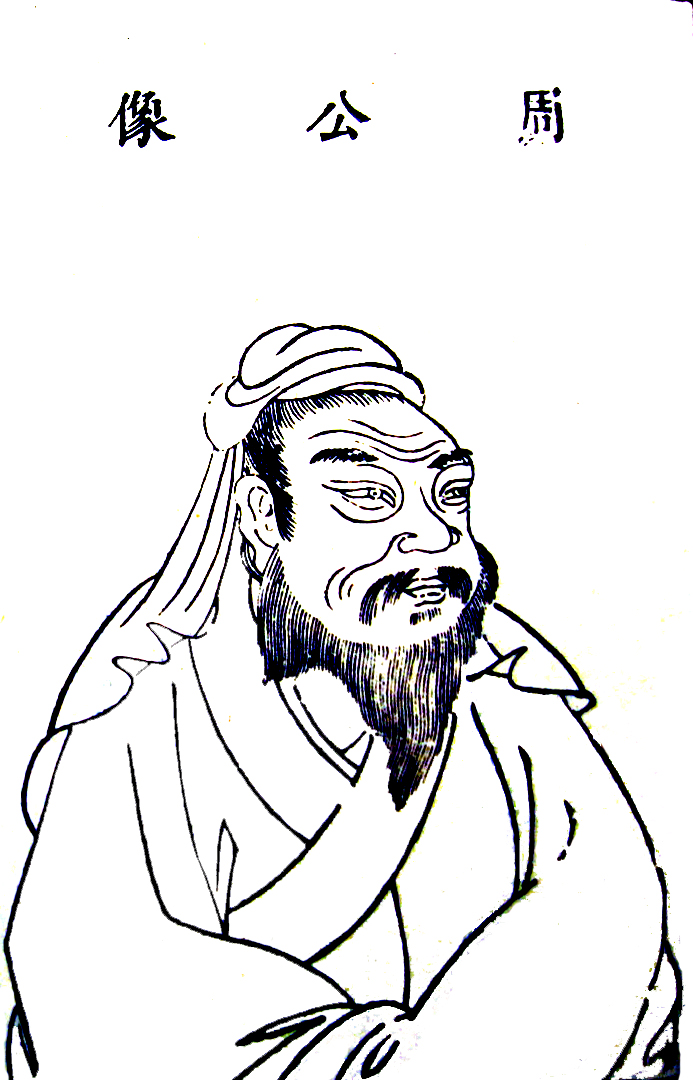
Portrait du duc de Zhou, extrait de l'encyclopédie illustrée chinoise Sancai Tuhui.

Au milieu du 2e siècle avant l'ère commune, le livre est composé. Il est trouvé et inclus dans la bibliothèque du prince Liu De ( 劉德; mort en 130 avant l'ère commune), frère cadet de l' empereur Han Wu. Son premier éditeur est Liu Xin (né vers 50 avant l'ère commune et mort en 23, ère commune), qui le crédite au duc de Zhou. Depuis la dynastie Song, le texte est attribué à cet auteur, et l'édition de Liu Xin est considérée comme la dernière.  
Au 12e siècle, il reçoit une reconnaissance particulière en figurant parmi les cinq classiques. Il remplace la sixième œuvre perdue depuis longtemps, le classique de la musique .
À la fin du 19e et au début du 20e siècle, après Kang Youwei, le livre est souvent considéré comme un faux, produit par Liu Xin. Si quelques chercheurs le datent du  Zhou de l'Ouest, la majorité, de l'avis de l'historien Qian Mu et de Gu Jiegang, estiment qu'il remonte au 3e siècle avant l'ère commune. Le sinologue Yu Yingshi le situe à la fin de la période des Royaumes combattants, sur les fondements d'une comparaison des titres du texte avec les inscriptions en bronze existantes et les connaissances calendaires implicites dans l'œuvre ,,. Dans cette optique, le mot "Zhou" dans le titre se réfère non pas au Zhou occidental mais à l'État royal de Zhou des États en guerre : il s'agit de la petite zone toujours directement sous le contrôle du roi.

## Contenu

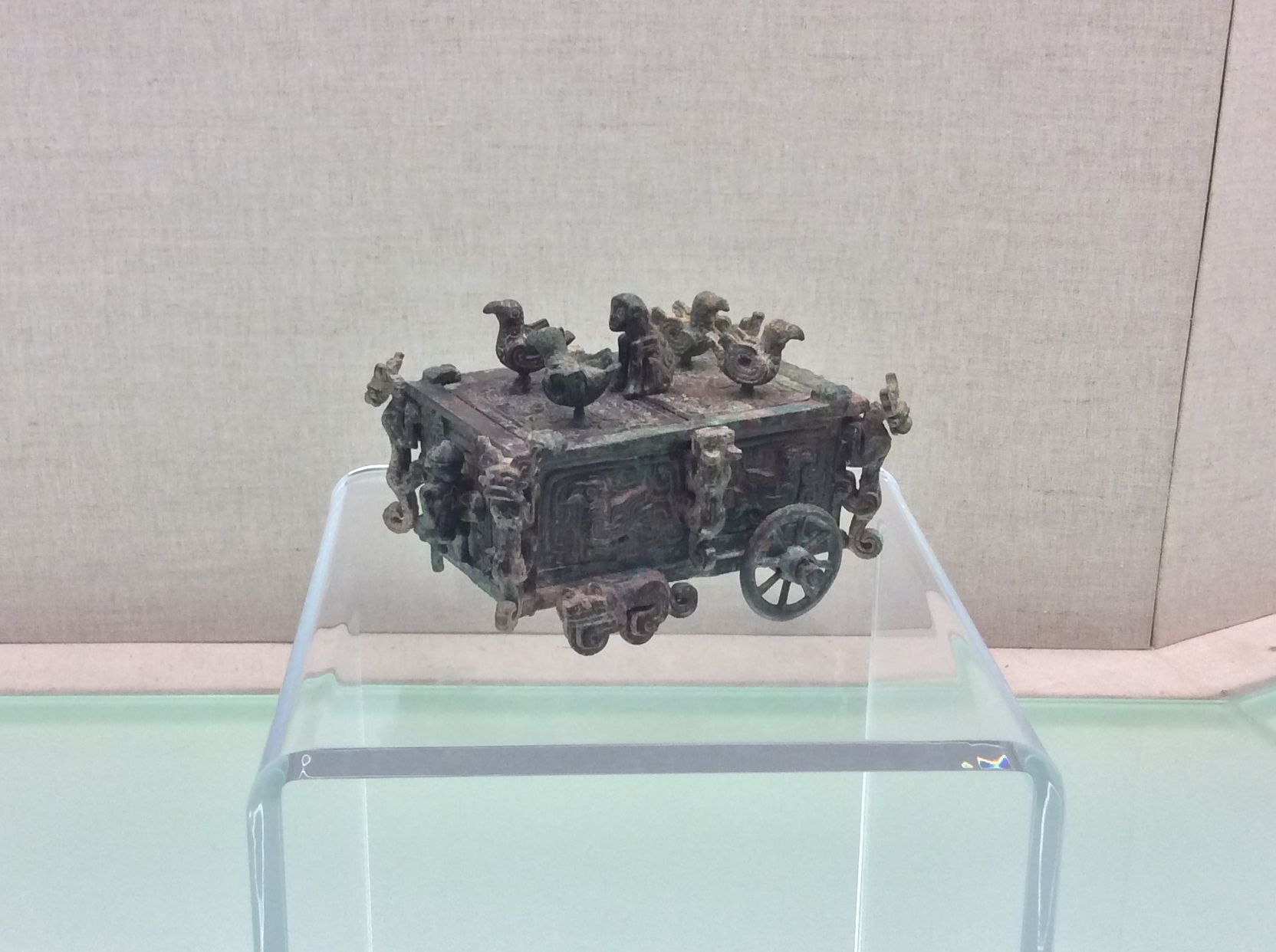
Modèle de char en bronze inspiré d'un passage des Rites des Zhou, "Faire garder les jardins par le criminel au pied gauche coupé" (刖人使守囿;)

Le livre compte six chapitres , :
1. Bureaux du ciel (天官冢宰) sur la gouvernance générale (le premier ministre);
2. Bureaux de la Terre (地官司徒)  sur éducation et l'assistance publique
3. Bureaux du printemps (春官宗伯) sur les rites, les cérémonies et le protocole;
4. Bureaux d'été (夏官司馬) sur la défense;
5. Bureau de l'automne (秋官司寇) sur la justice;
6. Bureau de l'hiver (冬官考工記) sur la population, le territoire, l'agriculture et les travaux publics.

Dans l'ouvrage, la fonction de chaque bureau et les critères d'éligibilité sont donnés. Parfois, la liste s’interrompt pour laisser place à des considérations philosophiques sur la manière dont les bureaux contribuent à l'harmonie sociale et applique l'ordre universel.  
Les chapitres sont divisés selon les six département du gouvernement de la dynastie Zhou. Les bureaucrates au sein d'un ministère se répartissent en cinq rangs: ministre ( qing卿), conseiller ( da fu大夫), commis principal ( shang shi上士), commis du milieu ( zhong shi中士) et commis junior ( xia shi下士). Chaque département contient un seul ministre, et plusieurs titulaires des quatre autres rangs répartis en plusieurs métiers.
Les rites des Zhou contiennent l'une des premières références aux Trois obédiences et aux Quatre Vertus, ensemble de principes s'adressant exclusivement aux femmes qui forment une partie essentielle de l'éducation féminine sous les Zhou.
Le Zhouli illustrant la conception confucianiste d'un gouvernement idéal, sa valeur est plus philosophique et politique (compréhension d'un modèle politique) qu'historique.

## Registre des métiers
Une partie des bureaux d'hiver, le dernier chapitre, manque. Elle est remplacée par le Kao Gong Ji. Le registre des métiers (Kao Gong Ji), contient, entre autres, des informations sur la technologie, l'architecture, l'urbanisme. Un passage rapporte que «Le maître artisan construit la capitale de l'État. Il fait un carré de neuf li d'un côté; chaque côté a trois portes. Dans la capitale se trouvent neuf rues nord-sud et neuf rues est-ouest. Les rues nord-sud ont neuf voies carrossables de largeur ".

### Sources
- Chunfeng Jin, New examinations on the composition of the Zhouguan and on the culture and age reflected in the classic, Taipei, Dongda Tushu Co., 1993 (ISBN 957-19-1519-X)
- Lu, « Summary on Zhouli », Journal of Henan Normal University (Philosophy and Social Sciences Edition),‎ 2001 (lire en ligne)